# Hoboken-Verzeichnis
Das Hoboken-Verzeichnis ist das gebräuchlichste Werkverzeichnis der Kompositionen Joseph Haydns. Der genaue Titel lautet: J. Haydn, Thematisch-bibliographisches Werkverzeichnis. Es wurde vom niederländischen Musikwissenschaftler Anthony van Hoboken erstellt und erschien 1957 bis 1978 in drei Bänden. Nummerierungen nach dem Hoboken-Verzeichnis werden im Allgemeinen durch die Sigel Hob. gekennzeichnet.
Anders als etwa das  Köchelverzeichnis der Werke Wolfgang Amadeus Mozarts oder das Deutsch-Verzeichnis der Werke Franz Schuberts ist das Hoboken-Verzeichnis nicht chronologisch, sondern nach Werkgruppen sortiert. Grund ist, dass sich eine werkgruppenübergreifende Chronologie für Haydns Schaffen nicht aufstellen lässt. Auch innerhalb der einzelnen Werkgruppen ist sie oft nicht möglich. So ist die Abfolge der Sinfonien bei Hoboken nur in Teilen chronologisch korrekt. Eine Ordnung nach Opuszahlen schied als Kriterium der Anordnung aus, da die zu einzelnen Werken eingebürgerten Opuszahlen nicht auf Haydn, sondern auf Verleger zurückgehen.
Auch wenn das Hoboken-Verzeichnis heute durch neue Erkenntnisse der Forschung in Teilen überholt ist, hat es doch eine große praktische Bedeutung behalten, zumal sich fast alle CD-Einspielungen und Konzertprogramme dieser Nummerierung bedienen.

## Werkgruppen
| Hob.   | Bezeichnung                                                                                           |
| ------ | --- |
| I      | Sinfonien (1–108)                                                                                     |
| Ia     | Ouvertüren (1–16)                                                                                     |
| II     | Divertimenti zu vier oder mehr Stimmen (1–47)                                                         |
| III    | Streichquartette (1–83)                                                                               |
| IV     | Divertimenti zu drei Stimmen (1–11)                                                                   |
| V      | Streichtrios (1–21)                                                                                   |
| VI     | Diverse Duos (1–6)                                                                                    |
| VII    | Konzerte für verschiedene Instrumente                                                                 |
| VIII   | Märsche (1–7)                                                                                         |
| IX     | Tänze (1–31)                                                                                          |
| X      | Diverse Werke für Baryton (1–12)                                                                      |
| XI     | Trios für Baryton, Violine/Viola und Cello (1–126)                                                    |
| XII    | Duos mit Baryton (1–24)                                                                               |
| XIII   | Konzerte für Baryton (1–3)                                                                            |
| XIV    | Divertimenti für Klavier mit Begleitung (1–13)                                                        |
| XV     | Trios für Klavier, Violine/Flöte und Cello (1–41)                                                     |
| XVa    | Klavierduos (1–3)                                                                                     |
| XVI    | Klaviersonaten (1–52)                                                                                 |
| XVII   | Klavierstücke (1–12)                                                                                  |
| XVIIa  | Werke für Klavier zu vier Händen (1–2)                                                                |
| XVIII  | Klavierkonzerte (1–11)                                                                                |
| XIX    | Stücke für Flötenuhr (1–32)                                                                           |
| XX     | Versionen von Die sieben letzten Worte unseres Erlösers am Kreuze (1–4)                               |
| XXbis  | Stabat Mater                                                                                          |
| XXI    | Oratorien (1, 2, 3)                                                                                   |
| XXII   | Messen (1–14)                                                                                         |
| XXIIa  | Requien                                                                                               |
| XXIIb  | Libera me                                                                                             |
| XXIII  | Verschiedene geistliche Werke                                                                         |
| XXIVa  | Kantaten und Chöre mit Orchesterbegleitung (1–11)                                                     |
| XXIVb  | Arien mit Orchesterbegleitung (1–23)                                                                  |
| XXV    | Zwei- (1–2), drei- (1–5) und vierstimmige (1–9) Gesänge                                               |
| XXVIa  | Lieder mit Klavierbegleitung (1–48)                                                                   |
| XXVIb  | Kantaten und Chöre mit Begleitung eines Instruments (1–4)                                             |
| XXVII  | Kanons (geistlich 1–10; weltlich 1–47)                                                                |
| XXVIII | Opern (1–13)                                                                                          |
| XXIX   | Marionetten-Opern (1–5) und Singspiele (1–3)                                                          |
| XXX    | Schauspielmusiken (1–5)                                                                               |
| XXXI   | Bearbeitungen schottischer (1–273) und walisischer (1–61) Volkslieder und andere Bearbeitungen (1–17) |
| XXXII  | Pasticcios (1–4)                                                                                      |